# Яцковщина (Гродненская область)
Яцковщина (бел. Яцкаўшчына) — деревня в Ивьевском районе Гродненской области Белоруссии. Входит в состав Трабского сельсовета.

## География
Деревня находится в 2 километрах к востоку от деревни Сурвилишки, в 4 километрах от центра сельсовета — агрогородка Трабы.